# キク亜綱
キク亜綱（キクあこう、Asteridae）は、亜綱の階級に置かれる被子植物のタクソンの一つで、キク科を含む。双子葉植物の下位区分。代表的な分類体系では、クロンキスト体系 (1981)やタハタジャンの被子植物分類体系 (1987)、デイヴィッド・マバリーの維管束植物分類体系 (1997)などで用いられる。また、2023年現在用いられているAPG植物分類体系におけるキク類 (asterids) を指して「キク亜綱 Asteridae」が用いられることもあり、また PhyloCode に基づくクレードの学名としても Asteridae が用いられる。

## クロンキスト体系
アーサー・クロンキストの An Integrated System of Classification of Flowering Plants (1981) による被子植物分類体系では11目が含められている。双子葉類の最後に配置されていた。
- モクレン綱（双子葉綱）class Magnoliopsida
  - キク亜綱 Asteridae
    - リンドウ目 Gentianales
    - ナス目 Solanales
    - シソ目 Lamiales
    - アワゴケ目 Callitrichales
    - オオバコ目 Plantaginales
    - ゴマノハグサ目 Scrophulariales
    - キキョウ目 Campanulales
    - アカネ目 Rubiales
    - マツムシソウ目 Dipsacales
    - カリケラ目 Calycerales
    - キク目 Asterales

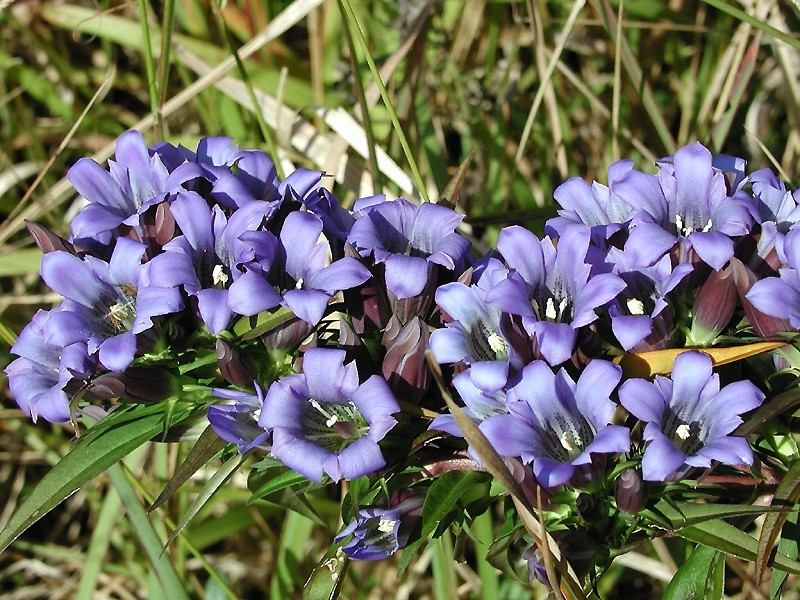
リンドウ（リンドウ目リンドウ科）
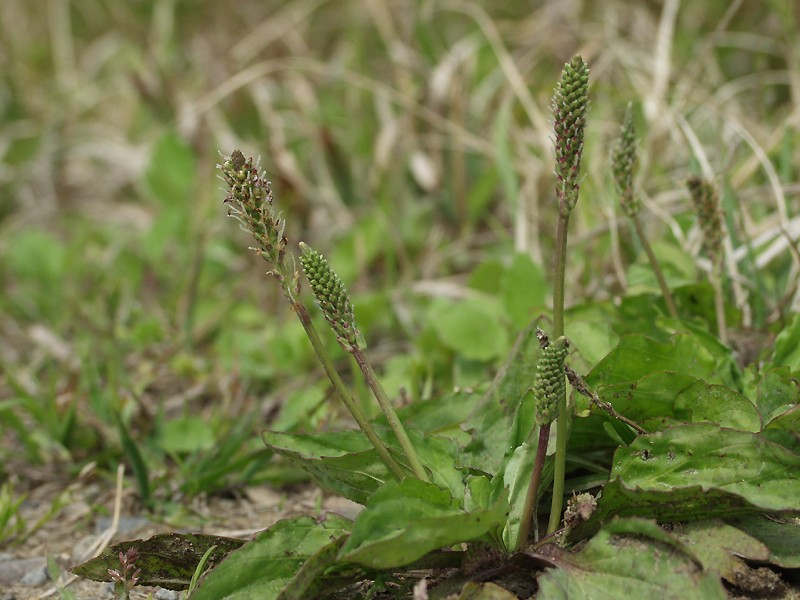
オオバコ（オオバコ目オオバコ科）
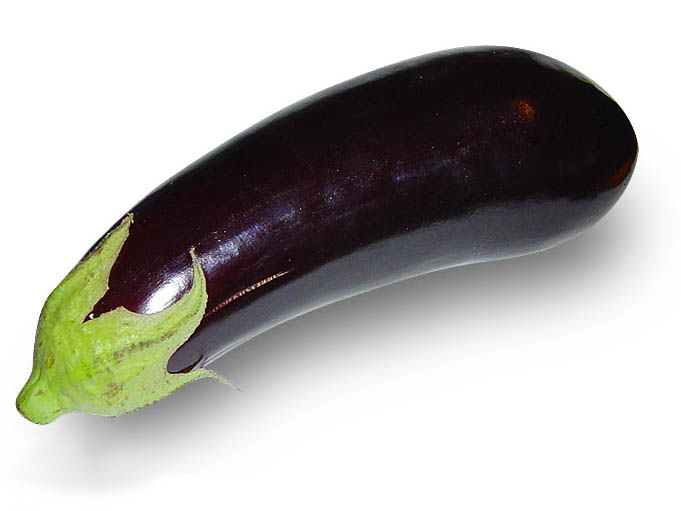
ナス（ナス目ナス科）
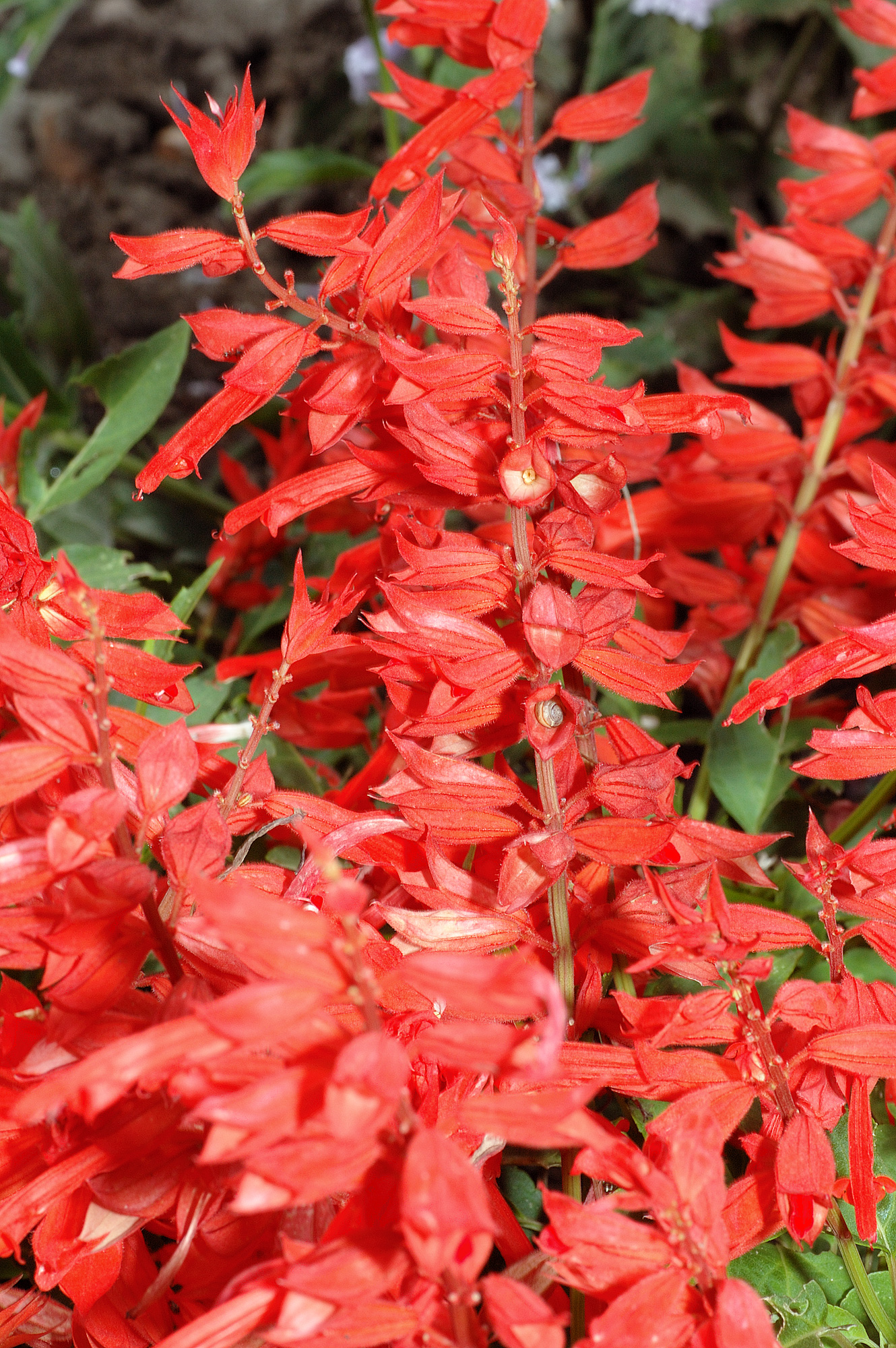
サルビア（シソ目シソ科）

## タハタジャンの被子植物分類体系
アルメン・タハタジャンによる Systema Magnoliophytorum (1987) では以下のように分類されていた。タハタジャンは亜綱の下に「-anae」を語尾とする1階級を置いた。キク亜綱はクロンキスト体系と同様にモクレン綱の最後に配置されていた。
- モクレン綱 Magnoliopsida
  - キク亜綱 Asteridae
    - キキョウ下綱[注 2] Campanulanae
      - キキョウ目 Campanulales
      - スティリディウム目 Stylidales
      - クサトベラ目 Goodeniales
      - カリケラ目 Calycerales

    - キク下綱[注 3] Asteranae
      - キク目 Asterales

## クロンキスト以前の分類体系
ソーンの被子植物分類体系 (1983)では、双子葉植物綱 Dicotyledoneae 中に「キク亜綱 Asteriflorae」があり、その下にキク目 Asterales ただ1目が置かれていた。ダールグレンの被子植物分類体系 (1983) では同様に双子葉植物綱 Dicotyledoneae 中に「キク亜綱 Asteriflorae」が置かれ、その下にキク目とキキョウ目 Campanulales が含められた。